# 阿蘇市立波野中学校
阿蘇市立波野中学校（あそしりつ なみのちゅうがっこう）は、熊本県阿蘇市波野大字波野にある公立中学校。

## 沿革
- 1947年4月22日 - 波野村立波野中学校として創立開校。楢木野小学校（現 阿蘇市立波野小学校）２教室、波野青年学校２教室を使用して授業開始
- 1949年5月 -  新校舎落成式（本校教室４・事務室１　大道分校教室３）
- 1957年11月 -  校歌、校旗作成
- 1958年12月 -  新校舎起工式（普通教室７・事務室１）
- 1959年 - 大道教場を廃止
- 1962年4月 - 山火事消火活動で18名表彰
- 1978年11月 -  郡中学駅伝大会優勝・敢闘賞受賞
- 1982年11月 - 中学駅伝県大会出場し、県８位となる
- 1989年4月 - 鹿児島波野中学校との交流会を行う
- 1995年
  - 2月 -  県学体研学校体育優良校受賞
  - 3月 -  県教委指定学校体育研究推進校感謝状受賞
- 2004年11月 - 「少年の主張」全国大会出場
- 2005年2月11日 - 阿蘇郡波野村の町村合併・市制施行に伴い、阿蘇市立波野中学校に改称。
- 2007年2月 - 「学校版環境ISOコンクール」優秀賞受賞
- 2009年
  - 1月 -  「学校版環境ISOコンクール」優秀賞受賞
  - 2月 - 「くまもとITコンテスト」入選
  - 12月 -  熊本県学体研体力向上優良校受賞
- 2010年
  - 1月 - 「学校版環境ISOコンクール」優秀賞受賞
  - 10月 - 熊本県学体研体力向上優良校受賞
  - 11月 - 学力向上推進地域指定研究発表会
- 2011年1月 - 「学校版環境ISOコンクール」特別賞受賞

## 通学区域
以下1校の小学校区
- 阿蘇市立波野小学校

## アクセス
- JR九州豊肥本線 波野駅から徒歩10分